# Rodrigo Aragoński
Rodrigo Aragoński (ur. 1 listopada 1499 w Rzymie, zm. sierpień 1512 w Bari) – książę Bisceglie i Sermonetty. Jedyne dziecko Lukrecji Borgii, córki papieża Aleksandra VI i jej drugiego męża Alfonsa Aragońskiego, syna Alfonsa II, króla Neapolu.
Rodrigo urodził się w pałacu papieskim w Rzymie w nocy z 31 października na 1 listopada 1499 roku. Swoje imię otrzymał po ojcu matki, papieżu Aleksandrze VI w czasie chrzcin, na których obecnych było wielu kardynałów, prałatów, oraz ambasadorów z całej Europy. Ojcem chrzestnym małego księcia został Francesco Borgia, arcybiskup Cosenzy, a mszę odprawił kardynał Oliviero Carafa w niedawno ukończonej Kaplicy Sykstyńskiej.
Po zamordowaniu przez nieznanych sprawców ojca Rodriga, Alfonsa w 1500, Lukrecja została zmuszona do porzucenia swojego syna i wyjścia za mąż za Alfonsa I, księcia Ferrary. 1 września 1501 roku niespełna dwuletni Rodrigo został powierzony opiece swojego ojca chrzestnego Francesco Borgii. Lukrecja opuściła Rzym 6 stycznia 1502 roku i już nigdy nie zobaczyła swojego syna. Przebywający w Wiecznym Mieście Rodrigo odziedziczył księstwo Bisceglie i wszystkie neapolitańskie posiadłości swojego ojca, a papież nadał mu tytuł księcia Sermonetty. Po śmierci Aleksandra VI w 1503 wrogowie Borgiów zamknęli czteroletniego Rodriga w zamku św. Anioła z resztą rodziny matki. Lukrecja często pisała do swojego syna i poprosiła brata Cezara by polecił wychowywanie chłopca rodzinie jego ojca.
Rodrigo mieszkał ze swoją ciotką Sanchą do jej śmierci w 1509 roku, kiedy to opiekę nad nim przejęła jego przyrodnia ciotka (córka Alfonsa II z jego pierwszego małżeństwa z Hipolitą Marią Sforza) Izabela, księżna Bari. Lukrecja wielokrotnie podejmowała próby przywiezienia Rodriga do Ferrary, ale wobec oporu jej męża nigdy jej się to nie udało. Często wysyłała mu prezenty, listy i kiedy skończył dziewięć lat zatrudniła dlań nauczyciela z uniwersytetu w Ferrarze. W 1506 roku Lukrecja zaaranżowała spotkanie z synem w bazylice w Loreto, do którego jednak nie doszło. W sierpniu 1512 roku Rodrigo zmarł w wieku dwunastu lat w Bari na zakaźną chorobę, która zabiła jego ciotkę. Po śmierci syna Lukrecja rozwiązała jego dwór i zwolniła służbę, a później pogrążona w żałobie udała się na miesiąc do konwentu św. Bernardyna.